# General Motors Thailand
General Motors (Tailandia) Limited (GMT) era un holding de filiales de ventas y fabricación de General Motors (GM) en Tailandia.
La empresa se registró en 1993 como empresa de ventas y abrió su "planta de fabricación" en 2000. En su apogeo, GM Tailandia exportó vehículos a la mayoría de las regiones del mundo, incluidas América del Sur, América Central, Europa, África, Oriente Medio, el Sudeste Asiático, Australia y Japón.
En febrero de 2020, GM anunció que se retiraría del mercado tailandés y que la planta de Rayong sería adquirida por Great Wall Motors a finales de 2020.. La empresa continuó apoyando a los propietarios existentes de Chevrolet con servicios continuos de posventa, garantía y servicio.

## Historia
Los automóviles de General Motors, en particular los de Opel y Holden, se ensamblaron en Tailandia a partir de 1970 a través de varios ensambladores locales, entre ellos Bangchan General Assembly y Asoke Motors. 
En mayo de 1996, General Motors decidió construir una planta de fabricación en el polígono industrial Eastern Seaboard en Rayong para su expansión en el sudeste asiático. La inversión en el país vecino, Indonesia, fue descartada debido al requisito del 60 por ciento de contenido local impuesto por el gobierno indonesio, Mientras que el gobierno de Tailandia aceptó la solicitud de GM de eliminar el requisito de contenido local. El sitio está ubicado justo al lado de AutoAlliance Tailandia, una planta de propiedad conjunta del también fabricante de automóviles de Detroit, Ford Motor Company, junto con Mazda.

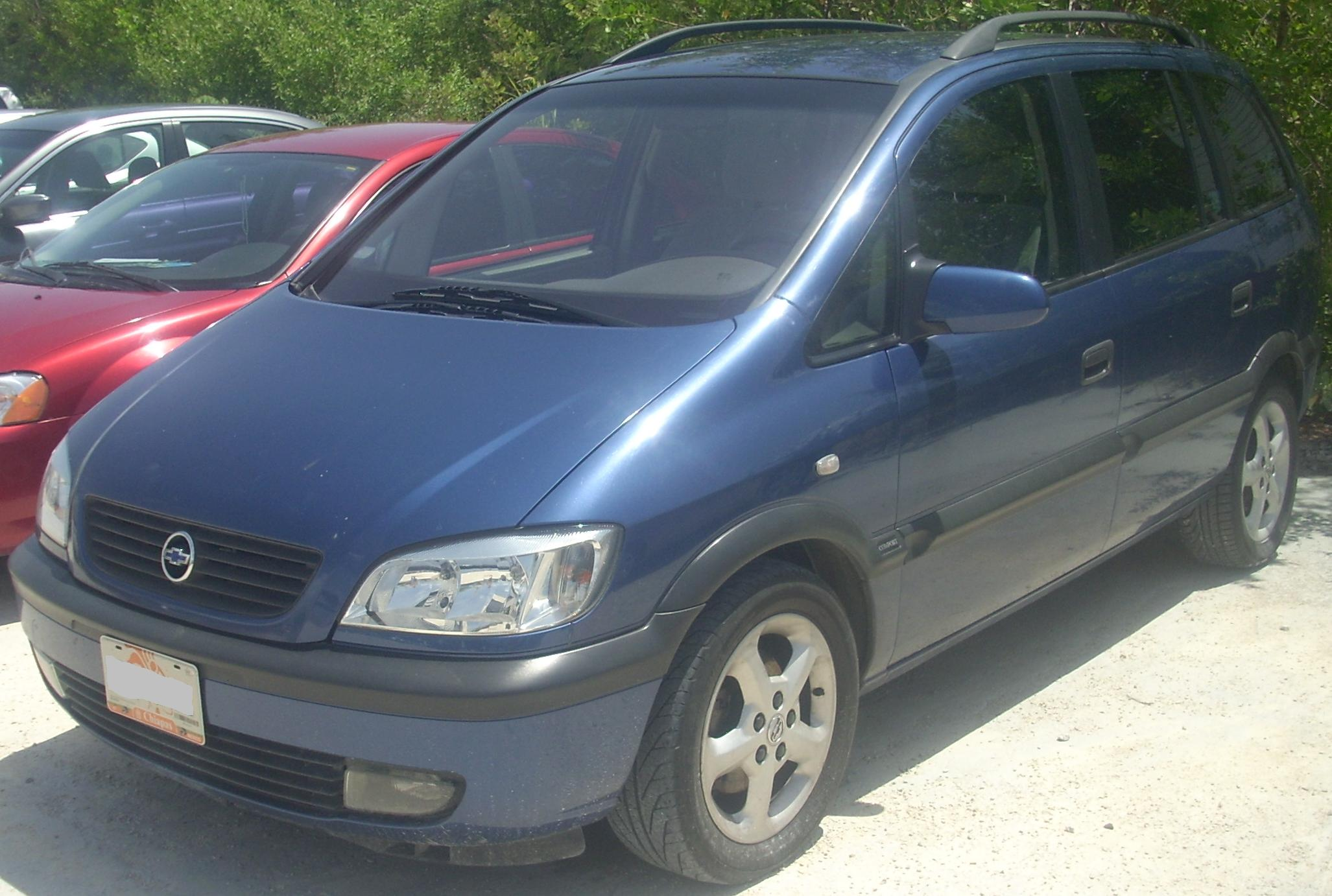
El Chevrolet Zafira fue el primer producto producido por GM Tailandia.

Inspirado en la planta de Eisenach de GM en Alemania, Se programó que la planta de Rayong produjera entre 100.000 y 150.000 vehículos al año, de los cuales el 80 por ciento se exportarían. La planta se inauguró en mayo de 2000 y produce el Chevrolet Zafira. El Zafira se exportó a los países vecinos del sudeste asiático y a México, y también se exportó a Australia como Holden Zafira y a Japón como Subaru Traviq. Para 2002, El Zafira fue el automóvil número uno en ventas en el segmento de autos familiares nacionales de Tailandia con 3.946 unidades vendidas. Entre 2002 y 2004, la planta también ensambló el Alfa Romeo 156 bajo contrato con Fiat. La empresa también importó y distribuyó vehículos Saab al país. A partir de 2003, el Holden Commodore se comercializó como Chevrolet Lumina en Tailandia para las series VY y VZ. Las exportaciones se prolongaron hasta 2005.
Tras la adquisición de "Daewoo Motors" por parte de GM, GM Tailandia comenzó a fabricar varios automóviles de pasajeros "subcompactos" y "compactos" Daewoo con la marca Chevrolet, A partir del sedán Chevrolet Optra en junio de 2003, el familiar Optra en marzo de 2005 y tanto el sedán Aveo como el Captiva en junio de 2007. Para camionetas de una tonelada, GM Tailandia fabricó la "Colorado", una camioneta derivada de "Isuzu", desde marzo de 2004. Se exportó a Australia como "Holden Colorado" a partir de 2008.
En agosto de 2008, GM invirtió 445 millones de dólares para construir una planta de motores y transmisiones. Ubicada junto a la planta de ensamblaje, la planta se inauguró en 2011 como General Motors Powertrain (Tailandia) Limited. Produjo el motor diésel Duramax de 2,5 L y 2,8 L, que más tarde también se exportó a los Estados Unidos.

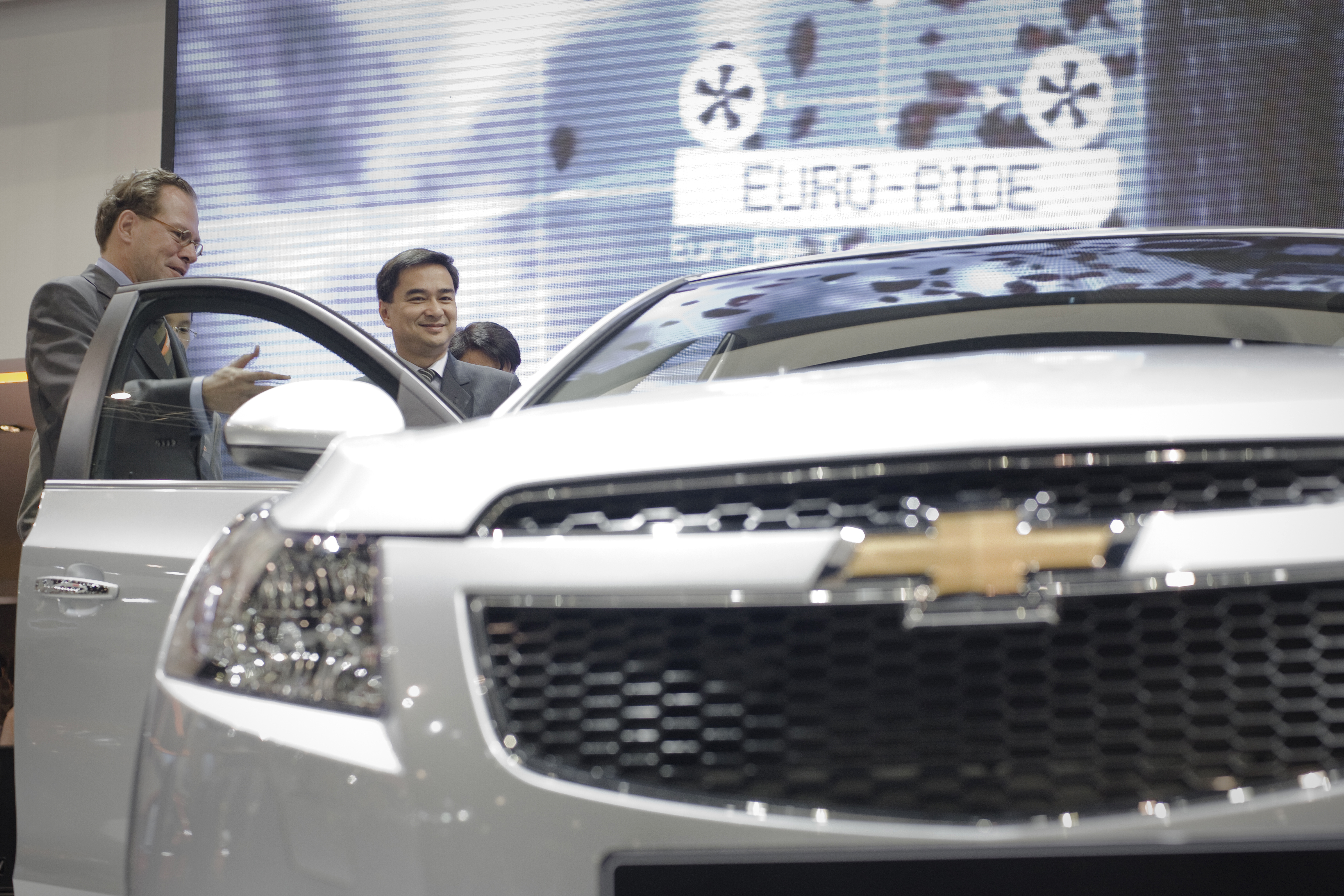
Abhisit Vejjajiva, entonces primer ministro de Tailandia, viendo el Chevrolet Cruze en la Motor Expo 2010 celebrada en el Centro de Exposiciones IMPACT Muang Thong Thani

Después de perder participación de mercado durante años, GM anunció un plan de reestructuración para sus operaciones en Tailandia en febrero de 2015. El plan incluía la eliminación gradual de los automóviles de pasajeros y centrarse en los SUV y las camionetas. Como resultado, el Sonic se discontinuó en mayo de 2015 y el Cruze le siguió en 2017. Más tarde, GM Tailandia también detuvo la producción del Captiva en 2018, dejando el SUV "Trailblazer" y la camioneta Colorado en la línea. GM Los ejecutivos estaban considerando que el SUV subcompacto Trax se produciría en el país. Sin embargo, no se pudo justificar un caso comercial para el Trax debido a los márgenes reducidos y las bajas previsiones de ventas. En marzo de 2019, la compañía anunció su plan de comercializar la segunda generación de Captiva en Tailandia. Se presentó en el "Salón Internacional del Automóvil de Bangkok 2019" y se lanzó al mercado en septiembre de 2019. Importado de Indonesia, el automóvil es un Baojun 530/Wuling Almaz rebautizado.
El 17 de febrero de 2020, Andy Dunstan, presidente de Mercados Estratégicos, Alianzas y Distribuidores de GM, anunció que Chevrolet se retiraría del mercado nacional de vehículos tailandés y que GM cesaría la producción de vehículos y sistemas de propulsión en las instalaciones de fabricación de Rayong. El fabricante de automóviles chino Great Wall Motor acordó adquirir la planta a fines de 2020 para ayudar a su expansión en la ASEAN. Esta decisión también provocó la desaparición de la marca Holden en Australia y Nueva Zelanda, ya que GM Tailandia era la principal fuente de camionetas Holden. El último vehículo de GM Tailandia, un Chevrolet Colorado azul, salió de la línea de producción de Rayong en mayo de 2020 como el Colorado número 934.758 producido por GM Tailandia.

## Productos

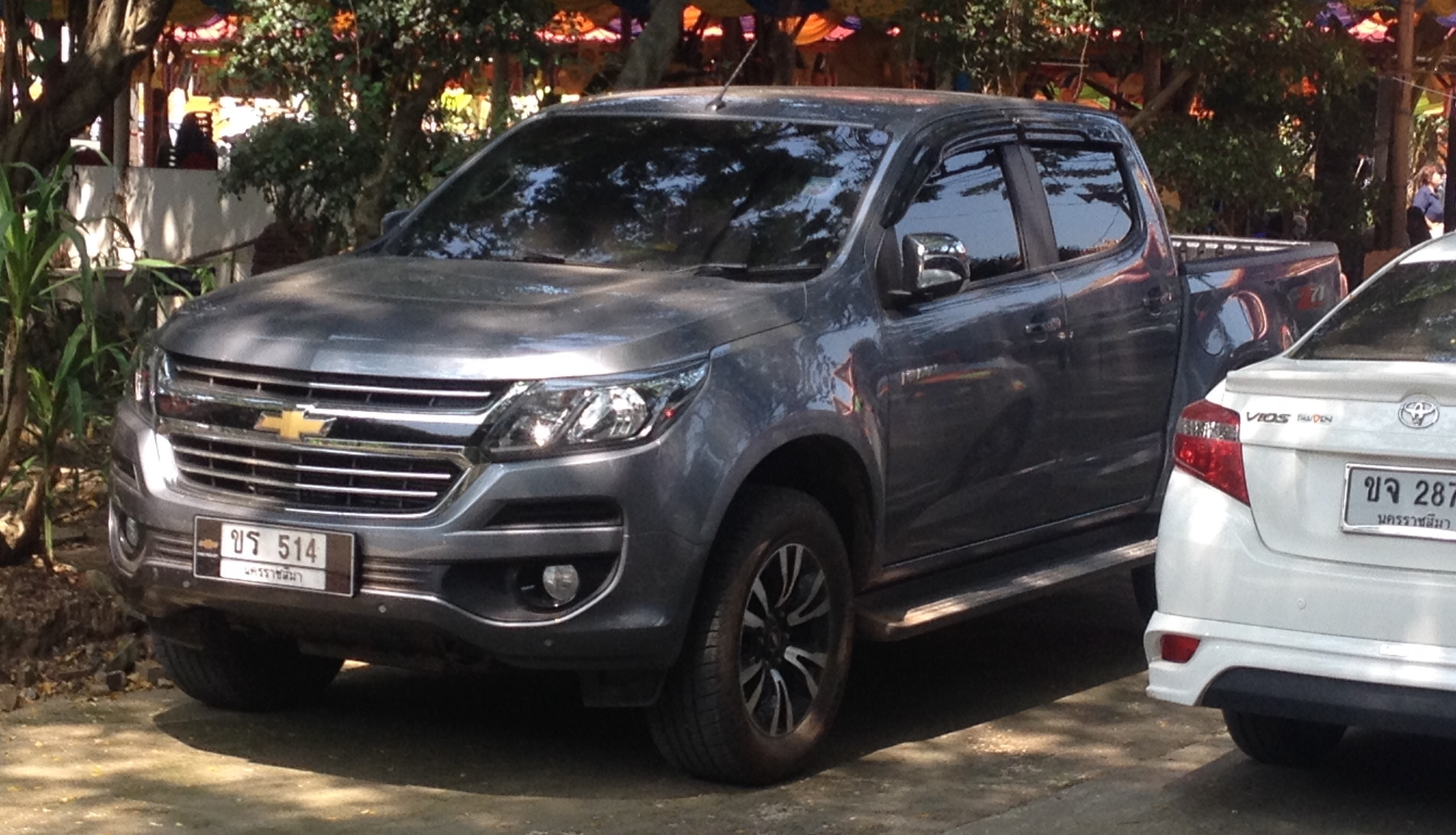
A lo largo de sus operaciones, GM Tailandia ha producido 934.758 “Colorados”.

### Fabricado localmente por GM Tailandia
- Chevrolet Colorado (2004–2020)
- Chevrolet Trailblazer (2012–2020)
- Chevrolet Captiva (2007–2018)
- Chevrolet Cruze (2010–2017)
- Chevrolet Sonic (2012–2015)
- Chevrolet Aveo (2006–2012)
- Chevrolet Optra (2003–2010)
- Chevrolet Zafira (2000–2007)
- Subaru Traviq (2001–2004)
- Alfa Romeo 156 (2002–2004)

### Importado
- Chevrolet Captiva (2019–2020, importado desde SGMW Indonesia)
- Chevrolet Spin (2013–2015, importado desde GM Indonesia)
- Chevrolet Lumina (2003–2005, importado desde Holden Australia)

## Ventas nacionales
| Año calendario | Ventas | Rango |
| -------------- | ------ | ----- |
| 2005           | 33,939 | 6     |
| 2011           | 31,503 |       |
| 2014           | 25,799 | 8     |
| 2015           | 17,456 | 9     |
| 2016           | 14,931 | 9     |
| 2017           | 18,771 | 9     |
| 2018           | 20,313 | 10    |
| 2019           | 15,161 | 10    |